# Alexandr Sergejevič Golovin
Alexandr Sergejevič Golovin (rusky: Александр Сергеевич Головин, 8. únor 1904, Oděsa – ? 1968, New York) byl ruský sochař.

## Život
Narodil se v rodině Sergeje Selivana Golovina (Головин Сергей Селиван), profesora očního lékařství v Moskvě. Střední školu absolvoval v Moskvě. Rusko opustil při ústupu Dobrovolnické armády Pjotra Nikolajeviče Wrangela v roce 1920. Pak pracoval v Konstantinopoli jako námořník do roku 1922. Do Československa přišel v lednu 1923 přes Bulharsko a Srbsko. Nejprve studoval na Ruském gymnáziu v Moravské Třebové, kde maturoval v červnu 1924. Pak vstoupil na vysokou školu architektury Českého vysokého učení technického. V roce 1926 přešel na Akademii výtvarných umění v Praze, kde studoval sochařství u profesora Bohumila Kafky a Hanuše Folkmanna. Podnikl studijní cesty do Paříže (1925) a Drážďan (1926). Studia AVU nedokončil.
Dne 27. dubna 1929 se oženil s ruskou básnířkou Allou Sergejevnou, rozenou von Štejger (1909–1987), 31. ledna 1930 se jim narodil syn Sergius (1930–2006), pozdější básník a spisovatel. V roce 1933 odešla jeho žena se synem do Švýcarska. Sám Golovin odešel do Paříže. Jeho oficiální policejní odhláška z pražského bydliště je z roku 1940.
Byl členem skupiny Skify (Skythové), kterou v Praze založil Sergej Alexandrovič Mako. Se skupinou vystavoval na její druhé výstavě ve Francouzském ústavu Ernesta Denise v roce 1932.
Není známo, zda se věnoval sochařství i po svém odchodu do Francie.

## Dílo
Jeho díla byla součástí Karáskovy sbírky a dnes jsou uložena v Památníku národního písemnictví. Jsou to například plastiky:
- Génius architektury
- Tatarský hráč na mandolinu
- Hlava malíře Kifeliho
- Kormidelník
- Zrození Rusi[7]

### Další díla
- portrét Dr. Burdy
- portrét A. Blocha
- portrét Dr. Pavlaty
- portrét dítek MUDr. France
- Kristus
- Malíř-světec Rublev
- Mona Lisa